# Zdravstveno varstvo
Zdrávstveno várstvo je sistem družbenih, skupinskih in osebnih aktivnosti, ukrepov in storitev za krepitev zdravja, preprečevanje bolezni, zgodnje odkrivanje bolezni, njeno pravočasno zdravljenje, nego in rehabilitacijo obolelih in poškodovanih. Obsega tudi pravice iz zdravstvenega zavarovanja, s katerimi se zagotavlja socialna varnost pri bolezni, poškodbi, porodu ali smrti. Organizirano družbeno dejavnost za uresničevanje zdravstvenega varstva, ki jo izvaja sklop služb in ustanov, odgovornih za zdravje prebivalstva, imenujemo z izrazom zdravstvo.

## Ravni zdravstvenega varstva
Zdravstveno varstvo je zagotovljeno na treh ravneh:
- Primarno (osnovno) zdravstveno varstvo – prva organizacijska raven zdravstvenega varstva, po novem organizacijskem konceptu Svetovne zdravstvene organizacije, na kateri sodelujejo tudi posamezniki, družine in celotna družba skladno s svojimi možnostmi.[2] Primarno raven sestavljajo zdravstvene službe splošne medicine: specialisti splošne in družinske medicine, pediatrije (zdravstveno varstvo otrok in mladine), ginekologije (zdravstveno varstvo žensk) ter zobozdravstvo (zobozdravstveno varstvo). Zdravstveno varstvo na primarni ravni omogoča prvi stik z zdravnikom za diagnosticiranje in zdravljenje akutnih in kroničnih bolezni, promocijo zdravja in zdravega načina življenja, preprečevanje bolezni, svetovanje in vzgojo pacientov. Po veljavni slovenski zakonodaji mrežo zdravstvenega varstva na primarni ravni oblikuje in uresničuje občina.[4]
- Sekundarno zdravstveno varstvo – druga organizacijska raven zdravstvenega varstva, ki se opravlja v okviru poliklinike ali bolnišnice za ambulantne bolnike in je specialistična ali konziliarna.[2]  Mrežo javne zdravstvene službe na sekundarni ravni določa država po predhodnem mnenju zainteresiranih občin. Zdravstveno dejavnost na sekundarni ravni izvajajo bolnišnice, zdravilišča, zdravniki specialisti posameznih strok v zdravstvenih domovih, koncesionarji in zdravniki zasebniki brez koncesije. Za obravnavo bolnika v okviru sekundarnega zdravstvenega varstva je potrebna napotnica (kadar ne gre za samoplačniško dejavnost). Izjema je obravnava pri psihiatru, kjer napotnica ni potrebna.[5]
- Terciarno zdravstveno varstvo – tretja organizacijska raven zdravstvenega varstva, na kateri se obravnavajo najhujše bolezni, poškodbe in druga stanja.[2] Na tej ravni delujejo v Sloveniji: oba univerzitetna klinična centra, Onkološki inštitut, Bolnišnica Golnik, Univerzitetna psihiatrična klinika in Inštitut za rehabilitacijo invalidov. V teh ustanovah poteka tudi večina znanstvenoraziskovalnega in vzgojnoizobraževalnega dela v zdravstvu. Inštitucijam podeli terciarni status država. Tudi za obravnavo na terciarni ravni zdravstvenega varstva potrebuje bolnik napotnico (kadar ne gre za samoplačniško dejavnost).[5]